# Scopula asopiata
Scopula asopiata är en fjärilsart som beskrevs av Achille Guenée 1858. Scopula asopiata ingår i släktet Scopula och familjen mätare. Inga underarter finns listade.